# Apfelfrucht

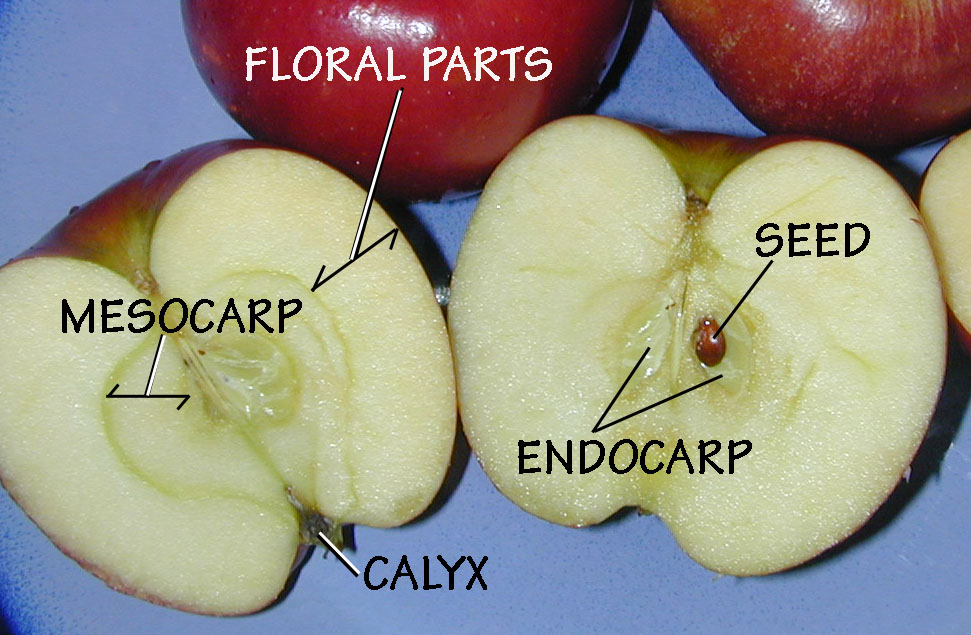
Apfelfrucht

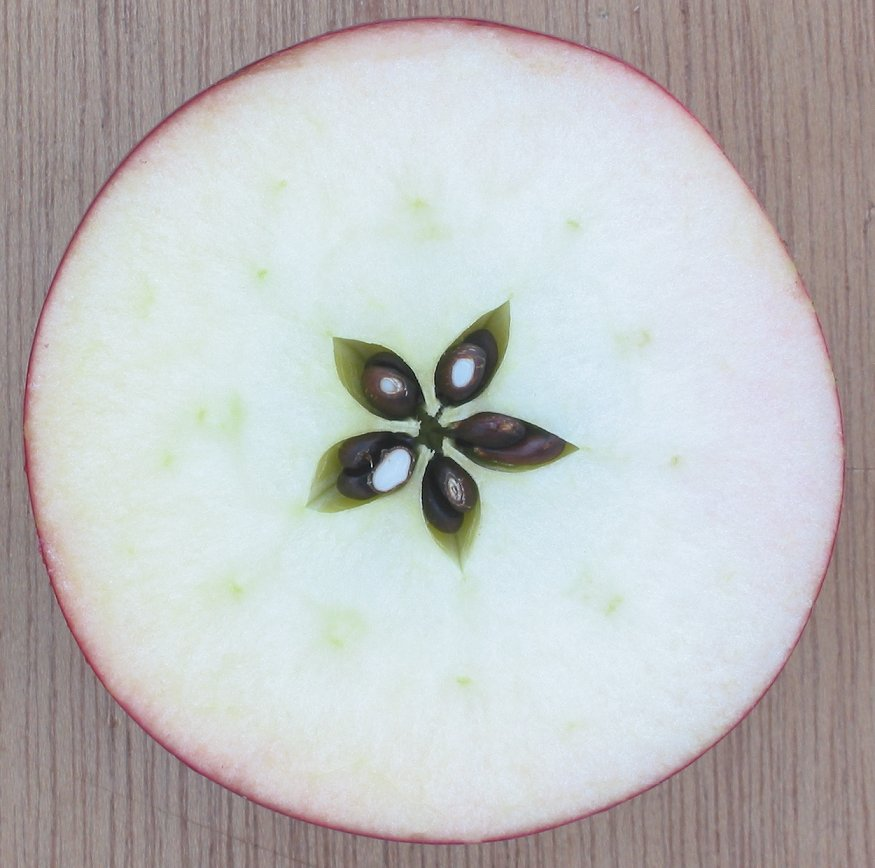
Apfelfrucht des Kulturapfels (Malus domestica) im Querschnitt

Unter einer Apfelfrucht, auch Kernfrucht genannt, versteht man in der Pflanzenmorphologie durch Achsengewebe umgebene Balg- oder Sammelbalgfrüchte, also Scheinfrüchte.
Dabei sind ursprünglich sich an der Ventralnaht (nach innen) öffnende Balgfrüchte schon in der Zeit der Blüte im Blütenboden eingesunken (unterständiger Fruchtknoten). Die Blütenachse wächst dann bei der Fruchtreife zu einem fleischigen Gewebe aus. Im Innenteil der Apfelfrucht entsteht aus den balgähnlichen Fruchtblättern ein pergamentartiges bis knochiges (Stein-, Nußapfel) Kerngehäuse (Endokarp). Im äußeren Fruchtfleisch selbst sind höchstens noch vereinzelt Steinzellennester enthalten.
Apfelfrüchte sind typisch für die Rosaceen-Untertribus der Kernobstgewächse (Pyrinae). Bekannte Beispiele sind der namensgebende Apfel, die Birne, die Quitte und die Mispel, aber auch die Vogelbeere und der Speierling gehören dazu (Kernobst).
Ähnlich ist die Frucht der Rosen, die Hagebutte, eine Sammelnussfrucht mit freien Nüsschen (Achänen), die mehr oder weniger von fleischigem Achsengewebe umgeben sind.